# Grinaker
Grinaker est un voilier monocoque de course au large de classe IMOCA mis à l'eau en juillet 1989. 

## Historique
Pour sa première compétition son skipper Bertie Reed l'engage dans la Vendée Globe 1989-1990 mais il abandonne à la suite d'ennuis de safran. 
L'année suivante il participe au BOC Challenge. Il récupère John Martin dans la 3e étape alors que son bateau Allied Bank coulait, et termine à la huitième place en 140 jours et 5 heures.
En 1994 le bateau est récupéré par son constructeur, un français vivant en Afrique du Sud, Jean-Jacques Provoyer qui l'engage dans le BOC Challenge, sous le nom Novell South Africa. Il termine à la cinquième place.
En 1996, le voilier est inscrit au Vendée Globe, mais lors d'un convoyage retour des USA, le bateau est abandonné à la suite d'une tempête, puis coule au large des Açores.

## Palmarès

### Grinaker
- 1989 :
  - Abandon dans le Vendée Globe barré par Bertie Reed

- 1990 :
  - 2e de la Twostar en IMOCA (6e au classement général) barré par Bertie Reed
  - 8e du BOC Challenge barré par Jean-Jacques Provoyer

### Novell South Africa
- 1994 :
  - 5e du BOC Challenge barré par Bertie Reed